# Anna Mayrhauser

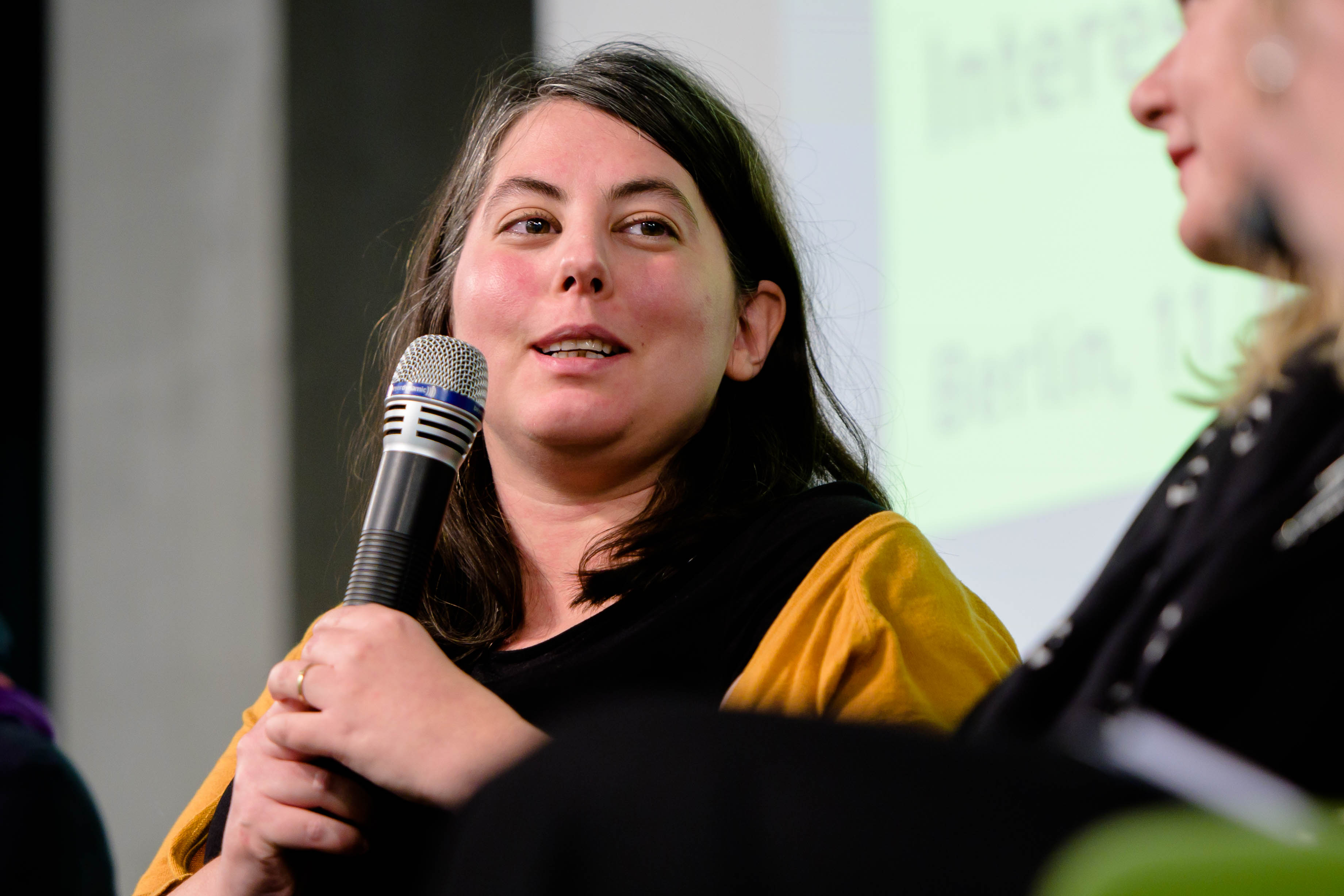
Anna Mayrhauser (2019)

Anna Mayrhauser (* 1983 in Linz) ist eine österreichische Journalistin und Autorin. 

## Werdegang
Mayrhauser wuchs in Linz auf und begann 2002 an der Universität Wien ein Studium der Vergleichenden Literaturwissenschaft sowie Theater-, Film- und Medienwissenschaft, das sie – unterbrochen von einem Erasmus-Semester an der Universität Valenciennes – 2009 mit einer Diplomarbeit über „Die Erfahrung des Reisens in der Popliteratur – Zwischen postkolonialen Tendenzen, Freiheitssuche, Nostalgie und Utopie“ abschloss. Daran schloss sie ein Master-Studium in Kulturjournalismus an der Universität der Künste Berlin an, dass sie 2012 mit einer Masterarbeit über „Erinnerungskultur im Hörfunk – Eine Analyse ausgewählter Formate im DeutschlandRadio Kultur“ abschloss. Für das zur Masterarbeit zugehörige journalistische Werkstück „Die kleine Stadt und das Grab“ wurde Mayrhauser 2013 mit dem Axel-Springer-Preis ausgezeichnet. Seit 2010 lebt Mayrhauser in Berlin, wo sie als freie Journalistin und Filmkritikerin arbeitete, bevor sie Anfang 2016 Teil der Redaktion des Missy Magazines und schließlich dessen Chefredakteurin wurde. Im Mai 2023 wurde sie die Chefredakteurin des Online-Magazins tag eins.

## Auszeichnungen
- 2013: Axel-Springer-Preis für junge Journalisten (3. Preis Kategorie „Hörfunk“)[4] für den Beitrag „Die kleine Stadt und das Grab“[5]

## Bücher
- Sonja Eismann, Anna Mayrhauser: Freie Stücke: Geschichten über Selbstbestimmung. Edition Nautilus Hamburg 2019, ISBN 978-3-96054-185-1.